# Best of Cowboy Junkies
| Recensione                        | Giudizio |
| --------------------------------- | -------- |
| AllMusic                          | [ 1 ]    |
| The New Rolling Stone Album Guide | [ 2 ]    |

Best of Cowboy Junkies è una compilation discografica pubblicata su CD del gruppo musicale canadese di country The Cowboy Junkies,  edita dalla casa discografica RCA Records nell'agosto del 2001.

## Tracce
1. Blue Moon Revisited (A Song for Elvis) – 4:28 (Richard Rodgers, Lorenz Hart; testi aggiunti: Margo Timmins, Michael Timmins) – Tratto dall'album: The Trinity Session (1988)
2. Sweet Jane – 3:34 (Lou Reed) – Tratto dall'album: The Trinity Session
3. Misguided Angel – 4:52 (Margo Timmins, Michael Timmins) – Tratto dall'album: The Trinity Session
4. I'm So Lonesome I Could Cry – 6:26 (Hank Williams) – Tratto dall'album: The Trinity Session
5. Rock and Bird – 3:29 (Michael Timmins) – Tratto dall'album: The Caution Horses (1990)
6. Sun Comes Up, It's Tuesday Morning – 3:56 (Michael Timmins) – Tratto dall'album: The Caution Horses
7. Escape Is So Simple – 5:15 (Michael Timmins) – Tratto dall'album: The Caution Horses
8. 'Cause Cheap Is How I Feel – 4:14 (Michael Timmins) – Tratto dall'album: The Caution Horses
9. To Live Is to Fly – 4:24 (Townes Van Zandt) – Tratto dall'album: Black Eyed Man (1992)
10. Murder, Tonight, in the Trailer Park – 4:30 (Michael Timmins) – Tratto dall'album: Black Eyed Man
11. Southern Rain – 4:50 (Michael Timmins) – Tratto dall'album: Black Eyed Man
12. Cowboy Junkies Lament – 3:07 (Townes Van Zandt) – Tratto dall'album: Black Eyed Man
13. Anniversary Song – 3:10 (Michael Timmins) – Tratto dall'album: Pale Sun Crescent Moon (1993)
14. Cold Tea Blues – 2:46 (Michael Timmins) – Tratto dall'album: Pale Sun Crescent Moon
15. Ring on the Sill – 4:21 (Michael Timmins) – Tratto dall'album: Pale Sun Crescent Moon
16. Hard to Explain – 4:37 (Ray Agee) – Tratto dall'album: Pale Sun Crescent Moon

## Formazione
- Margo Timmins - voce
- Michael Timmins - chitarra
- Alan Anton - basso
- Peter Timmins - batteria

Note aggiuntive
- Peter J. Moore - produttore (brani: #1, #2, #3, #4, #5, #6, #7 e #8)
- Michael Timmins - produttore (brani: #5, #6, #7, #8, #9, #10, #11, #12, #13, #14, #15 e #16)
- Paul Williams - produttore compilation (per la House of Hits Productions, Ltd.)
- Registrazione dal vivo del 27 novembre 1987 al The Church of the Holy Trinity di Toronto, Canada (album: The Trinity Session)
- Registrazione e mixaggio del dicembre 1989 all'Eastern Sound di Toronto, Canada (album: The Caution Horses)
- Peter J. Moore e Tom Henderson - ingegneri delle registrazioni (album: The Caution Horses)
- Registrazione del 20 novembre 1991 al Grant Avenue Studio (album: Black Eyed Man)
- Bob Doidge e John Oliveira - ingegneri delle registrazioni (album: Black Eyed Man)
- Mixaggio effettuato all'Eastern Sound di Toronto, Canada (album: Black Eyed Man)
- Cowboy Junkies e Peter J. Moore - mixaggio (album: Black Eyed Man)
- Registrazione del 30 aprile 1993 allo Studio 306 di Toronto, Canada (album: Pale Sun Crescent Moon)
- Bob Cobban - ingegnere delle registrazioni (album: Pale Sun Crescent Moon)
- Mixaggio effettuato al Sounds Interchange di Toronto, Canada (album: Pale Sun Crescent Moon)
- Cowboy Junkies e Bob Cobban - mixaggio (album: Pale Sun Crescent Moon)
- Bill Lacey - masterizzazione compilation effettuata al Digital Sound & Picture di New York
- Buzz Ravineau - compiled and sequenced
- Victoria Sarro - project director
- Jennifer Liebeskind - ricerche fotografiche
- Tracy Boychuck - art direction
- Vivian Ng - design
- Martha Rich - illustrazioni[4]